# Праліси Мало-Тур’янського лісництва
Праліси Мало-Тур'янського лісництва — пралісова пам'ятка природи місцевого значення. Об'єкт розташований на території Долинського району Івано-Франківської області, ДП Вигодське лісове господарство, Мало-Тур'янське лісництво, квартал 2, виділи 16, 17, 19, 20; квартал 3, виділи 3, 4, 6, 7, 10.
Площа — 37,9 га, статус наданий у 2020 році.